# Sivi čmrlj
Sivi čmrlj (znanstveno ime Bombus sylvarum) je evropska vrsta čmrljev, ki je razširjena tudi v Sloveniji.

## Opis
Sivi čmrlj je majhna vrsta, saj matice dosežejo v dolžino le med 16 in 18 mm, delavke pa le med 10 in 15 mm. Osnovna barva telesa je bledo rumenkasta, preko oprsja se vleče prečna temna proga, preko zadka pa dve. Konica zadka je oranžne barve.
Sivi čmrlj leta med aprilom in septembrom in je hiter letalec. Matica se spomladi prebudi iz hibernacije in začne iskati mesto za gnezdo, ki ga običajno začne graditi na tleh ali tik pod zemeljsko površino. Pogosto uporabi opuščene mišje ali voluharjeve rove. Do poletja je v gnezdu že do 100 delavk, ki nabirajo hrano na okoli 10 km2 veliki površini.
Sivi čmrlj se zadržuje na travnikih, kjer delavke nabirajo nektar in cvetni prah. Najpogosteje obiskujejo rastline s cevastimi cvetovi. Najpomembnejše hranilne rastline so glavinci, čišljak, detelja, grašica, rdeča zobnica ter ozkolistna nokota.
Sivega čmrlja ogroža izguba naravnega okolja ter intenzivno kmetijstvo, zaradi česar populacija v Evropi upada. Na Irskem je postal celo ogrožena vrsta.

## Galerija
- Delavka
- Delavka
- Matica
- Trot